# Panay
Panay – filipińska wyspa położona w środkowej części kraju. Zamieszkana przez ok. 4 miliony ludzi. Powierzchnia 12 tys. km². Górzysta, najwyższy szczyt 2050 m n.p.m. Niziny tylko na wybrzeżu. Panuje klimat równikowy, wybitnie wilgotny. Roczna suma opadów to 2000 mm, a średnia roczna temperatura 24–27 °C.
Występują tu sawanny oraz wilgotne lasy równikowe, stale zmniejszane na potrzeby rolnictwa. Uprawia się tytoń, kukurydzę, ryż i palmy kokosowe. Ludność zajmuje się także rybołówstwem i górnictwem (złoto, węgiel kamienny i mangan). Głównym miastem jest Iloilo.